# Austrodecus profundum
Austrodecus profundum är en havsspindelart som beskrevs av Stock, J.H. 1957. Austrodecus profundum ingår i släktet Austrodecus och familjen Austrodecidae. Inga underarter finns listade.